# Florentina
Florentina ist ein weiblicher Vorname.

## Herkunft und Bedeutung
→ Hauptartikel: Florentine
Der Name Florentina ist eine weibliche Form des lateinischen Namens Florentinus und bedeutet: „blühend“.
Die polnische Variante des Namens lautet Florentyna.

## Namenstag
Der Namenstag wird nach Florentina von Sevilla am 20. Juni gefeiert.

## Bekannte Namensträgerinnen
- Florentina Budică (* 1995), rumänische Leichtathletin (Hochsprung, Siebenkampf)
- Florentina Büttner (* 1988), deutsche Volleyball- und Beachvolleyballspielerin
- Florentina Constantinescu  (* 1983), rumänische Badmintonspielerin
- Florentina Holzinger (* 1986), österreichische Choreografin und Performancekünstlerin
- Florentina Iușco (* 1996), rumänische Leichtathletin (Weitsprung)
- Florentina von Oberweimar (*um 1506-unbekannt), deutsche Nonne und Anhängerin Luthers
- Florentina Pakosta (* 1933), österreichische Malerin
- Florentyna Parker (* 1989), englische Profigolferin
- Florentina Rucker (* 2001), österreichische Schauspielerin
- Florentina da Conceição Pereira Martins Smith (* 1958), osttimoresische Politikerin